# Mistrzostwa Ameryki Południowej w Piłce Siatkowej Kobiet 1961
4. Mistrzostwa Ameryki Południowej w piłce siatkowej kobiet odbyły się w 1961 roku w Limie w Peru. W mistrzostwach wystartowały 4 reprezentacje. Mistrzem została po raz czwarty reprezentacja Brazylii.

## Klasyfikacja końcowa
| Miejsce | Reprezentacja |
| ------- | ------------- |
|         | Brazylia      |
|         | Peru          |
|         | Argentyna     |
| 4.      | Chile         |